# سوساکون
سوساکون (انگلیسی: Susacón) نام یک منطقه مسکونی در کلمبیا است.